# Drahkov
Drahkov település Csehországban, a Dél-plzeňi járásban. Drahkov Únětice, Chocenice, Letiny és Řenče településekkel határos. Lakosainak száma 133 fő (2024. január 1.).

## Népesség
A település lakosságának változását az alábbi diagram mutatja:
| Lakosok száma | 264  | 258  | 295  | 190  | 159  | 133  | 123  | 129  | 138  | 133  |
|               | 1869 | 1890 | 1921 | 1950 | 1980 | 2001 | 2017 | 2019 | 2022 | 2024 |